# Constance McCashin
 (février 2023).
Si vous disposez d'ouvrages ou d'articles de référence ou si vous connaissez des sites web de qualité traitant du thème abordé ici, merci de compléter l'article en donnant les références utiles à sa vérifiabilité et en les liant à la section « Notes et références ».
En pratique : Quelles sources sont attendues ? Comment ajouter mes sources ?
Constance McCashin  (née Constance Broman le 18 juin 1947 à Chicago, Illinois, États-Unis - ) est une ancienne actrice américaine, désormais psychothérapeute.
Elle est surtout connue en Europe pour avoir interprété le rôle de Laura Avery Sumner, un pilier des premières saisons (1979-1987) de la série Côte Ouest, série dérivée de Dallas.

## Biographie

### Jeunesse
La mère de Constance McCashin, Peggy, présentatrice d'une émission de radio et passionnée de scène a transmis sa passion à sa fille. Après avoir fréquenté plusieurs écoles privées catholiques, Constance commence à jouer dans des spectacles d'été dès 16 ans. La scène est alors pour elle une manière de s'échapper du cadre plutôt strict de son éducation. Constance joue ainsi dans des pièces telles que Kiss me Kate ou Sweet Charity et n'hésite pas à endosser des rôles de prostituées. 

### Études
Constance s'implique également très jeune dans l'aide aux personnes handicapées, sensibilisée par le cas de sa jeune sœur Nancy. C'est ainsi qu'à 19 ans, elle est amenée à travailler dans une institution psychiatrique à Harrison, New York. Après l'équivalent du baccalauréat, obtenu en 1969, Constance obtient son diplôme d'enseignante. C'est ainsi qu'elle enseignera un an dans une école publique du Queens avant que son agent ne la convainque de tenter sa chance à Los Angeles.

### Carrière comme actrice
Elle obtient rapidement ses premiers rôles à Hollywood, essentiellement dans des téléfilms. L'un d'eux, Special Olympics traite du travail fait avec des handicapés mentaux. Son attachement à la cause du handicap mental l'a d'ailleurs poussée à faire partie du bureau du NDSS (National Down Syndrome Society). 
Son rôle dans Côte Ouest a été créé spécialement pour elle, alors qu'elle prévoyait de quitter le métier. Le pilote de la série est mis en boîte en février 1979. Le rôle de Laura est supprimé en 1987, concomitamment de celui de Julie Harris (Lilimae Clements), en raison de restrictions budgétaires.
Le dernier épisode de la série dans lequel elle apparaît est l'épisode n°196 Le don de la vie (The Gift of Life, épisode 9, saison 9). Dans cet épisode, Laura quitte Knots Landing (et donc la série) pour mourir loin de sa famille, et selon sa volonté, à la suite de l'annonce d'une tumeur cérébrale incurable. La dernière scène, qui clôt l'épisode est émouvante pour les téléspectateurs ayant suivi les péripéties de ce personnage durant plus de neuf ans. 
Constance McCashin retrouve l'équipe de Côte Ouest pour le documentaire « Block Party », diffusé sur CBS avant le final de la série, en mai 1993 et qui propose une réflexion sur les 14 ans du feuilleton.
Pour d'obscures raisons, Constance McCashin refusa que son image soit utilisée par la suite dans le téléfilm réunion de Côte Ouest : Retour sur la Côte Ouest (1997, Knots Landing : Back to the cul-de-sac). Ainsi, lorsque Meg, sa fille, visionne la partie de la vidéo que sa mère Laura lui dédie, le téléspectateur ne voit pas la vidéo et entend, en off, une voix différente de celle de Constance McCashin. De même, en 2005, le documentaire Knots Landing Reunion: Together Again ne fait aucunement allusion au personnage de Laura, ni de son mari Richard, pourtant rôles créés avec la série. Bien qu'un extrait de la vidéo « testament » de Laura soit de nouveau montré, ce coup-ci, c'est le visage de McCashin qui est flouté pour préserver sa volonté de ne pas apparaitre dans l'émission. 
Depuis son éviction de la série, les apparitions de Constance McCashin sont relativement rares. On citera cependant sa participation à plusieurs séries comme Family Ties, la série qui a lancé Michael J. Fox et Brooklyn Bridge. Son dernier rôle comme actrice de télévision remonte à 1999.
Elle rejoint, de manière exceptionnelle, le casting de Côte Ouest, pour les 30 ans de la série lors de la cérémonie des TV land awards 2009.

### Carrière de psychothérapeute
À la suite de sa carrière d'actrice, dès 1992, Constance MacCashin enchaine deux masters (l'un en psychologie et le second en travail social). Après avoir consulté comme psychothérapeute à l'Université de Brandeis, dans le Massachusetts (2002-2014), elle travaille désormais en libéral à West Newton, dans le même état.

### Vie privée
Constance est mariée au réalisateur Sam Weisman dont elle a deux enfants, Daniel (né en 1982) et Marguerite (née en 1987).
Elle reste amie avec William Devane, son partenaire de Côte Ouest, dont certaines photos sont parfois diffusées sur les réseaux sociaux.

## Anecdotes liées àCôte Ouest
- Le mari de Constance McCashin, Sam Weisman, campe dans l'épisode 11 de la saison 2 (A state of mind), le rôle de David Souther, un client de l'agence immobilière pour laquelle travaille Laura et qui tente de la séduire.
- Au début de la série, Laura a un fils, Jason, puis donne naissance, au cours des saisons, à deux enfants prénommés Daniel et Marguerite (surnommée "Meg"). Ce sont les prénoms des enfants de Constance McCashin et son mari.
- L'image de Laura réapparaît dans l'épisode 11 de la saison 9 (Tumultes / Noises everywhere 2/2) de la même saison dans une cassette vidéo, témoignage de Laura, lors de ses funérailles, à ses proches. Cet épisode, comme le précédent (épisode 10 Tumultes / Noises everywhere 1/2) revêt la caractéristique d'avoir donné lieu à une improvisation des autres acteurs autour des scènes liées au décès de son personnage.